# 黃安素

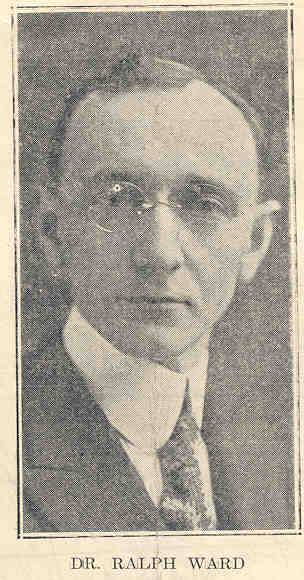
黃安素牧師，1921年。

黄安素（英語：Ralph Ansel Ward，1882年6月26日—1958年），美國卫理公会教派美以美會传教士、会督，在中国大陆、香港、台湾传教达50年，香港、台湾两地卫理公会的奠基人。
1882年6月26日，黃安素出生於美國俄亥俄州。通过半工半讀从神学院毕业后，1909年受美以美會派遣，前往中國传教，在福州學習福州方言一年，开始正式传教。1916年返回美國紐約，擔任美以美會差会幹事。1925年，黃安素再度來華，擔任福州鹤龄英華中学的校長，直到1928年返美述職。1937年，黃安素出任華西議會會督，第3次来华，驻扎四川成都。1939年起擔任菲律賓美生總會川廬（；後歸屬中國美生總會）的會長。1941年，改任江西、華中、華東三個年議會的會督，驻扎上海。
1941年太平洋戰爭爆發，黃安素在上海被日军逮捕入狱，囚禁在集中營中饱受折磨。1945年获救。
1946年中国國共内战爆发，中華基督教協進會總幹事、中华衛理公會會督陳文淵發起為期三年的基督教奮進運動。黃安素也积极投身于此项运动，出任心靈重建運動委員會主席，強調內在靈性的重生。1950年，由于中国政局改变，黃安素離開中國。
1952年，70岁的黃安素刚刚退休，又受美国联合卫理公会总议会之命到香港、台灣，向来自大陸的移民開展國語事工，包括在台北、台中、台南和香港（北角）等地建立衛理堂，创建港台臨時年議會，并在台北恢复东吴大學。
1958年，黄安素病逝於香港，享年76歲。

## 紀念

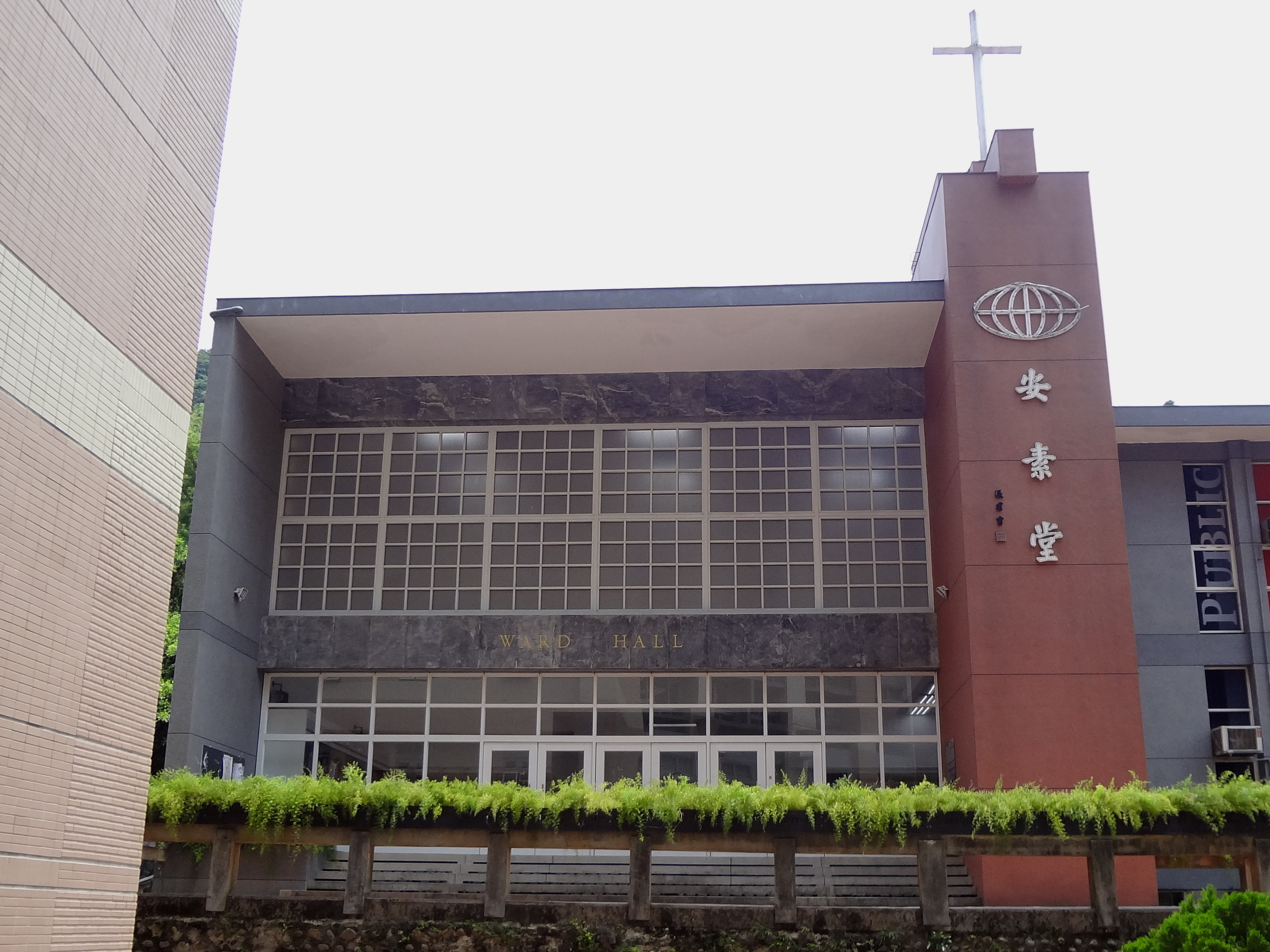
東吳大學外雙溪校區安素堂

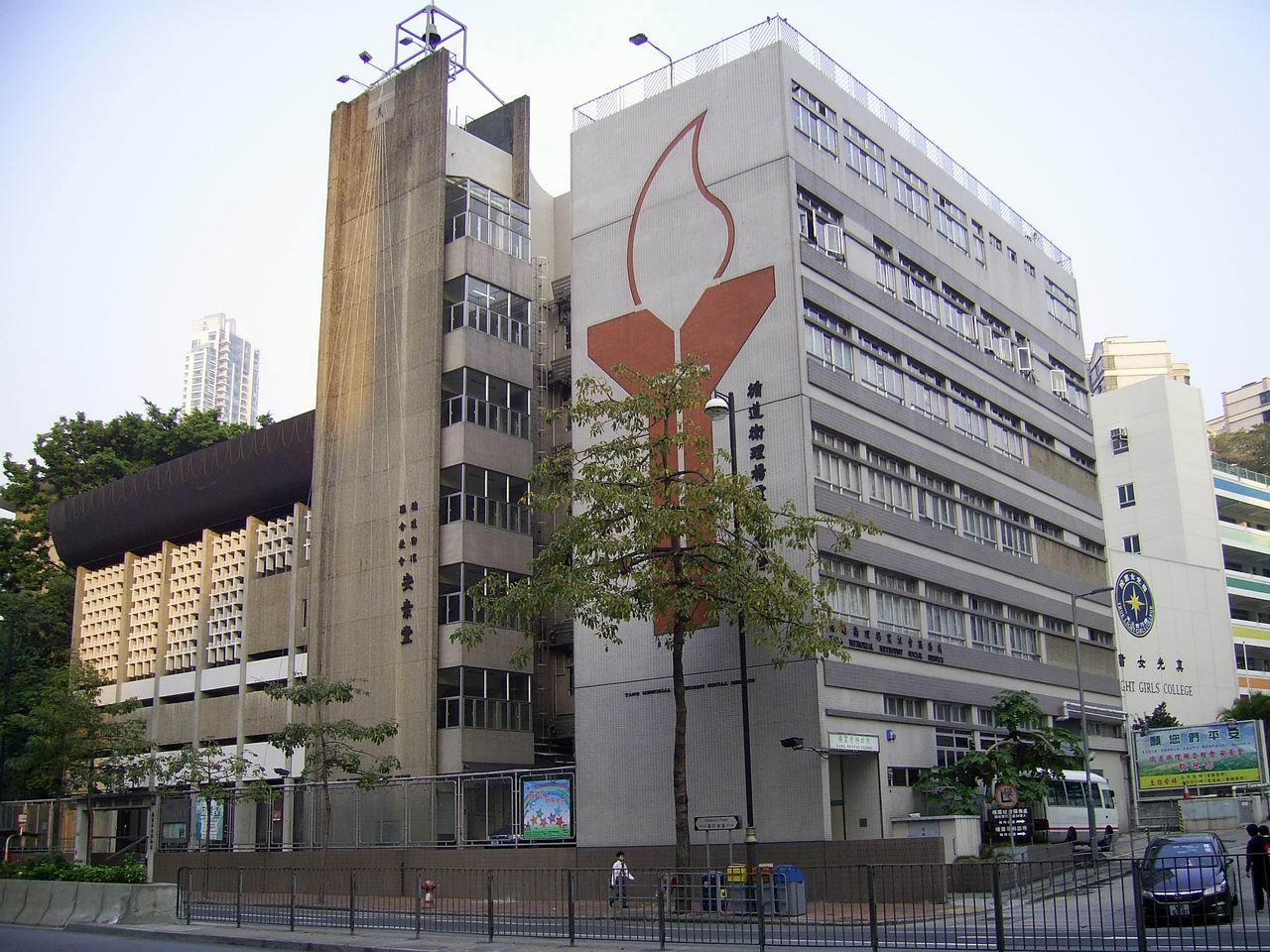
香港循道衛理聯合教會安素堂

東吳大學外雙溪校區之教堂命名為「安素堂 （页面存档备份，存于）」以為紀念，為中華基督教衛理公會轄下教堂，1964年12月1日落成，堂名由張群題字。香港基督教循道衛理聯合教會將其轄下九龍東聯區的一座禮拜堂取名為「安素堂」。